# Villevoques
Villevoques é uma comuna francesa na região administrativa do Centro, no departamento Loiret. Estende-se por uma área de 5,1 km². Em 2010 a comuna tinha 216 habitantes (densidade: 42,4 hab./km²).